# Tropidophorus baconi
Tropidophorus baconi — вид сцинкоподібних ящірок родини сцинкових (Scincidae). Ендемік Індонезії.

## Поширення і екологія
Tropidophorus baconi мешкають в центрі та на південному сході острова Сулавесі. Вони живуть у вологих гірських тропічних лісах, на берегах струмків і в тріщинах серед прибережних скель. Ведуть напівводний спосіб життя.

## Збереження
МСОП класифікує стан збереження цього виду як близький до загрозливого. Tropidophorus baconi загрожує знищення природного середовища.